# CropEnergies
Die CropEnergies AG ist ein deutsches Unternehmen der Erneuerbare-Energien-Branche mit Hauptsitz in Mannheim. Der Südzucker AG gehören über 90 % der Aktien.
CropEnergies verfügt über eine Produktionskapazität von über 1,3 Millionen Kubikmetern Bioethanol für Kraftstoffanwendungen und über 1 Million Tonnen Lebens- und Futtermittel pro Jahr. Das Hauptprodukt ist Bioethanol. Dieser ersetzt Ottokraftstoff. Das Unternehmen produziert aber auch Bioethanol beispielsweise für andere technische Anwendungen. Neben Bioethanol produziert die CropEnergies AG aus den bei der Bioethanolproduktion anfallenden Produktionsresten proteinreichen Lebens- und Futtermittel, wie beispielsweise Weizengluten  sowie biogenes CO2 in Lebensmittelqualität.

## Produktionsstandorte
- CropEnergies Bioethanol GmbH, Zeitz, Sachsen-Anhalt, ist mit einer Ethanol-Produktionskapazität von rund 400.000 Kubikmeter pro Jahr derzeit eine der größten Ethanol-Anlagen in Europa. Im Jahr 2015 wurde am Standort eine Anlage mit einer Produktionskapazität von 60.000 Kubikmetern Neutralalkohol pro Jahr in Betrieb genommen. Zur Erzeugung des Ethanols wird, gemäß Umweltbundesamt, ein Braunkohlekraftwerk betrieben.[4] Der Bedarf an fossilen Brennstoffen wird jedoch reduziert, indem beispielsweise das in der Abwasseranlage entstehende Biomethan (Klärgas) in einem Blockheizkraftwerk zu elektrischer und thermischer Energie umgewandelt wird. Die Energieeffizienz in Zeitz zeichnet sich vor allem durch die Mehrfachnutzung von Energie in verschiedenen Prozessstufen aus. Zur Anlage gehört eine Energiezentrale, die nicht nur den Eigenbedarf der Anlage deckt, sondern durch eine fortschrittliche Kraft-Wärme-Kopplung eine sehr hohe Energieausbeute erzielt und zusätzlich Strom in das öffentliche Netz ausspeist.[5]
- BioWanze SA, Wanze, Belgien, mit einer Bioethanol-Produktionskapazität von bis zu 300.000 Kubikmetern pro Jahr.
- Ryssen Alcools SAS, Loon-Plage, Frankreich, mit einer Bioethanol-Produktionskapazität von über 100.000 Kubikmetern Bioethanol für Kraftstoffanwendungen und bis zu 90.000 Kubikmetern Neutralalkohol pro Jahr für traditionelle und technische Anwendungen.
- Ensus Ltd., Yarm: Im Juli 2013 der Carlyle Group abgekauft. Im Gegenzug wurde Carlyle durch eine Kapitalerhöhung Aktionär von CropEnergies. CropEnergies verschaffte sich damit Zugang zum britischen Markt und erhöhte seine bisherige Bioethanolproduktion um 50 Prozent auf über 1,3 Millionen Kubikmeter.
- Im November 2023 wurde die CE Advanced Bioenergies GmbH gegründet, die die Geschäftstätigkeit der EthaTec GmbH, Weselberg, übernimmt. Dort wird fortschrittliches Ethanol aus Rest- und Abfallstoffen hergestellt.[6]
- Seit April 2024 befindet sich eine Anlage für erneuerbares Ethylacetat in Elsteraue (Sachsen-Anhalt) im Bau.[7]

## Kennzahlen
Im Geschäftsjahr 2024/25 (1. März 2024 bis 28. Februar 2025) erzielte das Unternehmen einen Umsatz von 959 Millionen Euro (Vorjahr: 1.091 Millionen Euro). Im Geschäftsjahr 2024/25 lag die Ethanolerzeugung mit rund 1,0 Mio. m3 moderat über dem Vorjahresniveau.